# Investidura (SUD)

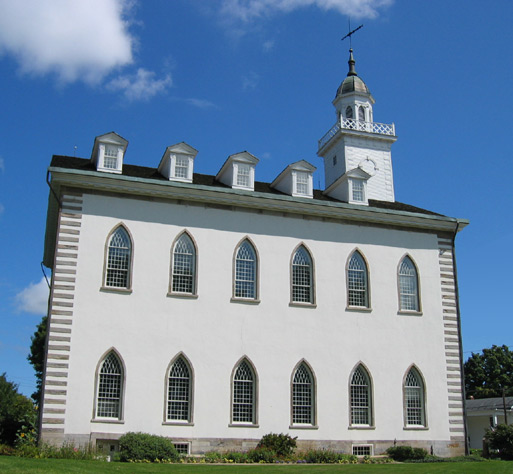
Templo de Kirtland, donde ocurrirían las primeras investiduras SUD en 1836.

La investidura es un término de la teología de La Iglesia de Jesucristo de los Santos de los Últimos Días, que se refiere a una serie de rituales o ceremonias realizadas en los templos con el fin de dar poder divino a quienes en ella participan. Históricamente, muchos Santos de los Últimos Días también entienden la «investidura» como la emanación de manifestaciones atribuidas al Espíritu Santo que ocurrió en la primera congregación en el Templo de Kirtland, en 1836. Una versión simplificada de esas ceremonias ocurre en los templos de la Iglesia de Jesucristo de los Santos de los Últimos Días.
La ordenación de los élderes en el Sumo Sacerdocio en junio de 1831 también se le llamó Investidura, así como a una serie de eventos que trajeren manifestaciones espirituales en las que se tenía por costumbre decir que eran investiduras celestiales. Ese uso del término es anticuado y aparece con mucha menos frecuencia entre las denominaciones del movimiento SUD actuales.
Un estimado en 1996 determinó que se habían realizado cerca de 150 millones de investiduras en el mundo.[cita requerida]

## Definición
La investidura se entiende como don divino, aunque se diferencia del Don del Espíritu Santo—que se recibe con la confirmación—en que la investidura confiere una fuente adicional de «poder de lo alto», en referencia además a la promesa del Nuevo Testamento de dicho poder: «Y he aquí, yo enviaré la promesa de mi Padre sobre vosotros; mas vosotros quedaos en la ciudad de Jerusalén hasta que seáis investidos con poder de lo alto.» (Lucas 24:49)
En la práctica, esto se traduce en que muchos altos cargos (patriarcas, apóstoles, élderes, etc.) dentro de la Iglesia pasan por esta ceremonia ritual que confirma y justifica su autoridad y responsabilidad explícita de emplear el sacerdocio en el ministerio de sus semejantes.
Además de una emanación espiritual, la investidura incluye una serie de ceremonias y rituales. Esta investidura es un ritual consistente en simbólicos actos y alianzas diseñados para investir a los fieles iniciados, tanto varones como mujeres, con poder sacerdotal y prepararlos para su ascenso al cielo después de su resurrección. En vista de ello, se enseña que la finalidad de la investidura del templo es ser una guía y protección a través de la vida del individuo, para que quienes honren las promesas de la ceremonia no fallen en "merecer la exltación en el reino celestial."
Después de la muerte de Smith, hubo partes de la investidura que fueron establecidas por su sucesor, Brigham Young. Esta forma de investidura es la aceptada por la Iglesia de Jesucristo de los Santos de los Últimos Días y por otras denominaciones relacionadas al Movimiento de los Santos de los Últimos Días con base principalmente en Utah con varias modificaciones desde entonces.

## La ceremonia
La ceremonia de la investidura se lleva a cabo en los templos. Los miembros participan de ella para adorar a Dios y a Jesucristo, recibir fortaleza espiritual y servir a los demás. Se puede dividir la investidura en dos partes: las ordenanzas iniciatorias y las instrucciones de la investidura.
Las ordenanzas iniciatorias se reciben privadamente. Incluyen lavamientos y unciones, "los cuales son en su mayor parte de naturaleza simbólica." También el individuo oficialmente es autorizado ponerse su gárment sagrado del templo. Los participantes son prometidos bendiciones según su fidelidad
a Apostasía y la Restauración, así como instrucción sobre la manera en que todas las personas pueden volver a la presencia del Padre y del Hijo. En el curso de la investidura los participantes son invitados a hacer  convenios.
- La ley del sacrificio, que significa hacer todo lo posible para soportar la obra del Señor y arrepentirse con un corazón quebrantado y un espíritu contrito.
- La ley del Evangelio, lo cual es la ley enseñado por Cristo cuando Él vivió sobre la ti
- La ley de castidad, que significa sólo tener relaciones sexuales con la persona con la cual el participante esté legítimamente y legalmente casado.
- La ley de consagración, que quiere decir dedicar el tiempo, los talentos y todo con lo cual el Señor ha o que haya bendecido el participante a la Iglesia de Jesucristo en la tierra.[9]

Al terminar la sesión de investidura, los participantes simbólicamente son recibidos en la presencia de Dios e ingresan al Salón celestial. Se representa la paz y la tranquilidad del cielo. En ese salón no se efectúan ceremonias.

## Historia

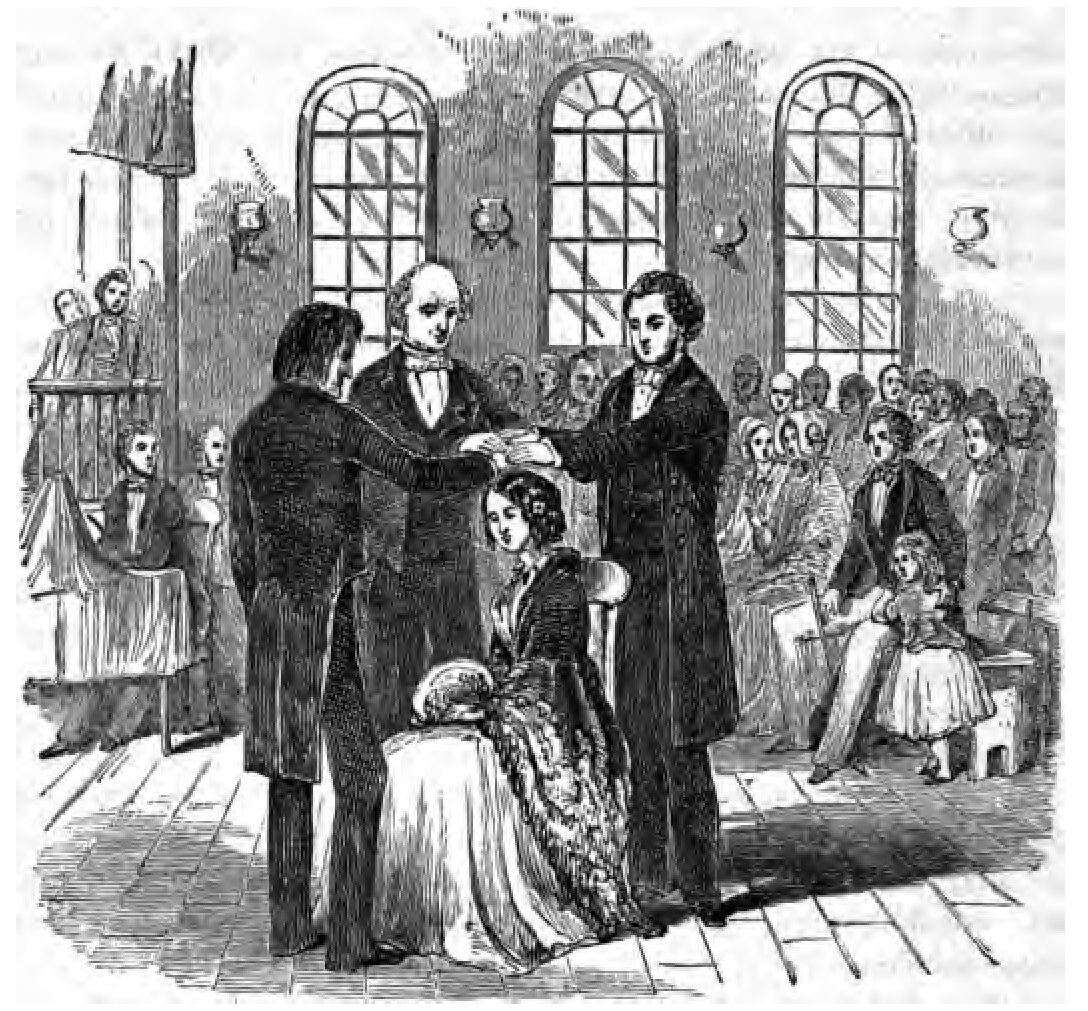
Confirmación en el templo a similitud de las ordenaciones de la investidura.

La primera referencia hecha de una investidura por Joseph Smith (hijo), ocurrió a comienzos del año 1831, un año después de la organización legal de la iglesia. Smith había regresado de un viaje misional con Sidney Rigdon un converso reciente proveniente de Ohio y que al poco tiempo llegaría a ser uno de los líderes prominentes del movimiento y, segundo en línea como sucesor de Smith al tiempo de su martirio. Para entonces, Rigdon comentó que, aunque los misioneros llevaban el mensaje restaurado verdadero, a estos les faltaba poder divino—una carencia que sería remediada por el diseño de la investidura.
En enero de 1831, Smith emitió una revelación en la que informaba que aquellos que se reubicaran a Kirtland, serían «investidos con poder de lo alto» (Doctrina y Convenios 38:32). En febrero de 1831, Smith reafirmó que a los miembros fieles de su iglesia se les «enseñará de lo alto... y seréis investidos con poder». En ese entonces, la revelación identificó a los misioneros de la iglesia como aquellos que serían derramados con el Espíritu de Dios, evento que ocurriría en una conferencia general ese año. Esta conferencia especial en la que se esperaba la ordenación del susodicho poder de lo alto, ocurriría en octubre de 1831 y en ella, varios hombres prominentes del movimiento serían por primera vez ordenados como Sumo Sacerdotes. Como parte de la ordenación a ese oficio del sacerdocio, les serían conferidos autoridad e investidura.

### Investidura de 1836
En 1832, Joseph Smith recibiría otra revelación en la que debían preparar una «casa de Dios», es decir, un templo. En 1833 se identificó a Kirtland como la ubicación de la construcción del templo y que el mismo Jesús se propondría «investir con poder de lo alto a los que haya escogido.» Esa investidura se distinguía como un evento exclusivo del templo, a diferencia de las manifestaciones espirituales ocurridas en la conferencia general de 1831. Al completarse la construcción del Templo de Kirtland en 1836, los líderes de la iglesia se reunieron con el fin de participar en la prometida investidura divina.

### Templo de Kirtland
Las ceremonias del Templo de Kirtland tenían su patrón en las prácticas sacerdotales del Antiguo Testamento. Consistían en lavamientos preparatorios, administrados en las casas de los participantes, que consistía en el lavado o purificación de sus cuerpos de pies a cabeza con agua y jabón. Acto seguido, se reunían en el templo donde eran ungidos con aceite especialmente consagrado para esa función y se les pronunciaban bendiciones individuales por aquellos sacerdotes que oficiaban en el templo. Al concluir estas ceremonias, muchos reportaron experiencias espirituales extraordianrias, tales como visiones, profecías o revelaciones divinas. La culminación de la investidura ocurrió con una asamblea solemne el 30 de marzo, en la que los participantes tomaron del sacramento y se lavaban los pies uno al otro. Para aquellos que se encontraban así congregados, les suponía ser un día de Pentecostés.

### Templo de Nauvoo

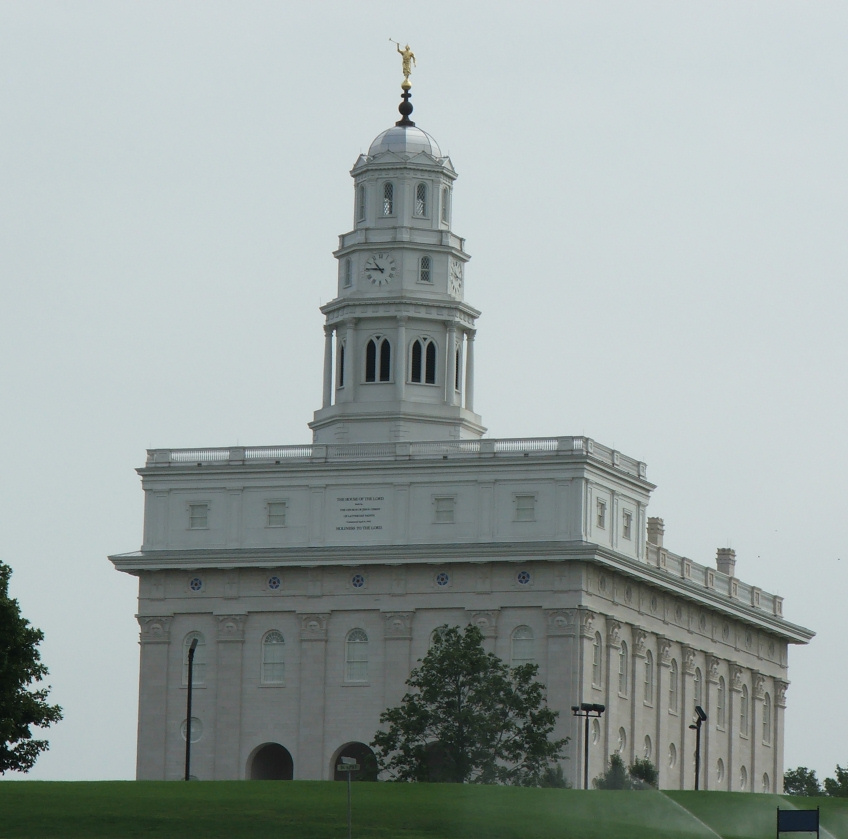
Templo de Nauvoo, después de su reconstrucción en el año 2002.

Inicialmente, Smith quería que la investidura ceremonial de Kirtland fuese un evento anual, de modo que administró la ordenanza nuevamente en 1837. Sin embargo, debido a la persecución infligida sobre la nueva iglesia, los santos—nombre que se daban los mormones—abandonaron la ciudad de Kirtland y su templo entre 1838–1839 y se mudaron hacia el oeste. A medida que la teología enseñada por Smith se expandía a principios de la década de 1840, la investidura de Kirtland fue reemplazada por actualizaciones en la ciudad de Nauvoo.
La ceremonia de la investidura operada en Nauvoo, consistía en dos fases, una fase iniciatoria o preparatoria y una fase de instrucciones o probatoria. La iniciatoria contenía la ceremonia del lavamiento y la unción del individuo culminando con los patrones de la vestimenta interior sacerdotal o garment, usado desde ese momento por el resto de sus vidas. El individuo recibe además un nombre nuevo, el cual no es usado en su vida cotidiana, sino solo para ciertos eventos del templo.
La fase de instrucción o probatoria de la investidura. Esa instrucción es acompañada por juramentos, gestos simbólicos y oraciones, al final de lo cual, el individuo es admitido a un salón celestial atravesando un velo simbólico del juicio final.
El 3 de mayo de 1842, Joseph Smith preparó, en el segundo piso de su casa, conocida históricamente como la tienda de ladrillo rojos, en Nauvoo, de tal modo que se pareciera al interior de un templo, tanto como lo permitieran las circunstancias. Al día siguiente, presentó la ceremonia de la investidura, con sus actualizaciones, a nueve individuos que formaban parte del liderazgo principal de la iglesia: su hermano Hyrum Smith, el primer consejero de la Primera Presidencia William Law, tres de los apóstoles Brigham Young, Heber C. Kimball y Willard Richards, el presidente de la estaca de Nauvoo William Marks, dos obispos Newel K. Whitney y George Miller. El noveno fue un amigo cercano de Smith, el juez de la ciudad de Springfield, Illinois, James Adams.
Desde 1843 hasta 1844, Smith continuó la investidura de otros hombres, así como mujeres. Para la fecha de su muerte, el 27 de junio de 1844, más de 50 personas habían sido admitidos al llamado Quórum de los Ungidos, nombre que se les daba en ese entonces a los miembros investidos, y que ha dejado de tener significado en el presente.

## Relación con la Francmasonería
Algunos historiadores[¿quién?] han notado las similitudes entre los simbolismos y rituales del mormonismo y los de la francmasonería, en particular el capítulo del Santo Capítulo del Arco Real. Estas similitudes específicas incluyen el uso de varios signos, señas y contraseñas y la imposición de varios castigos de llegar a revelarlos a individuos no calificados; dichas similitudes no están, sin embargo, relacionadas en ninguna de sus formas, ni en sus própositos ni en las maneras de llevarlas a cabo. Las comparaciones se hacen dado que los primeros en ser investidos en Nauvoo, pertenecían a la francmasonería: el juez Adams fue Gran Maestro de la Gran Logia de Illinois, Whitney, Miller y Kimball habían sido en el pasado maestros masones y los restantes, incluyendo el hermano de Smith, habían sido recientemente iniciados como masones. Sin embargo, ninguno de los masones o sus líderes habían acusado a Smith de haber quebrado su juramento o de revelar sus secretos. Debe hacerse mención así mismo de que José Smith, quien reveló la investidura, fue iniciado en la masonería apenas un año antes de morir y trece años después de fundada la Iglesia, de modo que es pretencioso asumir que Smith plagió la investidura de los ritos masónicos.
La Iglesia de Jesucristo de los Santos de los Últimos Días no ha comentado oficialmente sobre las susodichas similitudes; algunos de sus miembros, incluyendo algunos de los contemporáneos de Smith, proclamaron que los rituales del Templo habrían sido dados originalmente por Dios en el templo de Salomón y que las ceremonias SUD eran una restauración de sus formas originales.

## Investidura moderna
En 1842, después de que Joseph Smith oficiara en la investidura para Brigham Young en el segundo piso de su casa, le dijo que era una ceremonia que no estaba bosquejada a la perfección y le pidió a Young que organizara y sistematizara todas las ceremonias involucradas en el rito. Young hizo tal cual como Smith le pidiera y, bajo su dirección, la investidura se presentó a la iglesia en el templo de Nauvoo en el invierno de 1845—1846. Una de las salas en el templo se arregló con particiones de manera que se dispusieran las diferentes estaciones del año para la ceremonia en simbolismo de la trascendencia y sucesión de la historia de la humanidad.: 94 </ref> Se usaron plantas de diversos tamaños y flores para representar el jardín del Edén y otras áreas del templo se decoraron adecuadamente. Uno de los cuartos del templo se diseñó para representar el Reino Celestial, es decir, el más alto grado de exaltación eterna. Más de 5500 personas recibieron sus investiduras en ese templo ese año.

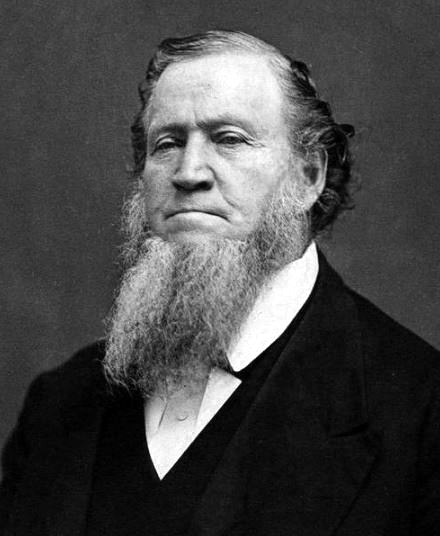
Brigham Young, sucesor de Joseph Smith y uno de los que más contribuyó en la creación de la ceremonia de la investidura.

Cuando los pioneros mormones arribaron al territorio de Utah, construyeron una Casa de Investiduras previo a la construcción el primer templo de la región, el templo de St. George. Para 1850, la ceremonia no se había escrito, se pasaba de voz de un obrero del templo al otro. Poco después de la dedicación del templo de St. George, Utah, y antes de la muerte de Brigham Young en 1877, Young comenzó a preocuparse de la posibilidad de que aparecieran variaciones entre un templo y el otro, de modo que instruyó a que se escribiera el texto de la investidura. Desde entonces, ese documento pasó a ser el estándar para la ceremonia. Además, en 1877, se comenzaron a realizar en el templo de St. George las investiduras por personas fallecidas.
En 1893, se hicieron alteraciones mínimas al texto en un intento de traer uniformidad a la ceremonia administrada dentro de los templos. Entre 1904 y 1906, la ceremonia del templo recibió una gran cantidad de escrutinio público durante la investigación que realizara el Senado de los Estados Unidos del apóstol Reed Smoot durante su candidatura como senador del estado de Utah. En particular se prestó atención a la llamada Ley de Venganza en la que se informó durante la investigación que los santos oraban a Dios suplicando que se vengue la sangre de los profetas sobre esa nación—los «profetas» siendo Joseph y Hyrum Smith—.
Al comienzo del año 1919, el presidente de la iglesia Heber J. Grant, apuntó un comité encargado de revisar el texto de la ceremonia, liderizado por el apóstol George F. Richards y que duró desde 1921 y 1927. Richards recibió autorización para escribir las porciones de la ceremonia que no se habían transcrito al texto. Como parte de su revisión, se eliminó la sección relacionada con la mencionada Ley de Venganza. Richards y el comité también extrajo de la ceremonia, ciertos elementos que contenía lenguaje gráficamente violento relacionado con la pena esperada para quienes violaren sus convenios. La porción completa del castigo se eliminó de la ceremonia desde 1990.
En los años 1950, un nuevo comité dirigido por Gordon B. Hinckley, presentó una versión filmada de una porción de la investidura. El cambio fue iniciado por el presidente de la iglesia David O. McKay para dar instrucción simultáneamente en diferentes idiomas, en especial durante la construcción del templo en la ciudad de Berna, en Suiza, el primer templo de la iglesia en Europa. Para el año 2005, todas las ceremonias en los templos de la iglesia, con excepción del templo de Salt Lake City y el templo de Manti, ambos en Utah, se presentan usando los videos de instrucción.
Los cambios de 1990 incluyen la eliminación de frases que decían ser del idioma adámico, de modo que la ceremonia completa ocurre en el idioma correspondiente. La ceremonia también fue editada para que el vocabulario usado no permitiera la suposición de una diferencia en el trato entre hombres y mujeres. Otros elementos menores fueron extraídos del texto con el fin de reducir la duración de la ceremonia, que dura poco menos de dos horas.

## Carácter sagrado y secreto de la Investidura
La iniciatoria y la investidura contiene gestos—denominados signos y señas—así como un nombre nuevo que hace referencia al libro de apocalipsis, los cuales, por tradición, no son discutidos fuera del templo. Antes de 1990, se asociaban a gestos que representaban castigos para quien divulgara dichos elementos considerados privados.

Para hacer los vastos elementos de la investidura claros e impresionantes a todos aquellos que la reciben, se ha empleado todo método educativo. Se apela a todas las facultades humanas, al ojo y al oído, para que el significado del evangelio pueda ser claro desde el principio hasta el fin
John A. Widstoe

Después de 1990, éstos se protegen simplemente con convenios y promesas. Adicional a los signos, señas y el nombre nuevo, el resto de la ceremonia no contiene convenios o promesas que limiten su divulgación. Sin embargo, la mayoría de los miembros de la Iglesia de Jesucristo de los Santos de los Últimos Días no tienden a conversar sobre los detalles específicos de la ceremonia pues se les enseña que son de carácter tan sagrados que el hablar de ellas detalladamente fuera del templo es inapropiado. Por lo general, afirman que la investidura no es necesariamente secreta como lo es sagrada, por lo tanto, prefieren no especificar los detalles de su ordenanza fuera del templo.